# Miquel Aubà i Fleix
Miquel Aubà i Fleix, né le 5 mai 1963 à Gandesa et mort le 31 janvier 2022, est un homme politique espagnol membre de la Gauche républicaine de Catalogne (ERC).

## Biographie

### Vie privée
Il est marié.

### Profession
Miquel Aubà est agriculteur, viticulteur et chef d'entreprise.

### Activités politiques
Il concourt comme indépendant en tête de liste de la candidature de la coalition Alternativa per Gandesa-Federació d'Independents de Catalunya lors des élections municipales de 1999. Élu maire de cette commune de la comarque de Terra Alta, il est reconduit à l’issue des élections municipales de 2003 et de 2007. À nouveau candidat en 2011, il devient chef de l'opposition locale et le reste jusqu'en février 2020.
Lors des élections générales de décembre 2015, il concourt comme chef de file d'ERC dans la circonscription de Tarragone et réalise le meilleur score provincial, lui permettant d'entrer au Sénat espagnol. Il remporte un nouveau mandat lors des élections de juin 2016, avril 2019 et novembre 2019. Il exerce les responsabilités de porte-parole de son groupe aux commissions de l'Agriculture, de la Pêche et de l'Alimentation, du Dépeuplement et du Défi démographique.
Il meurt le 31 janvier 2022 d'une longue maladie diagnostiquée deux ans plus tôt.